# Hajder krími kán
Hajder (krími tatár:حيدر) krími tatár kán 1475-ben, I. Hadzsi Giráj fia.
Születésének ideje nem ismert. Állítólag 1456-ban megpróbálta elragadni a trónt apjától, de megbízható bizonyítékokkal ezt nem sikerült alátámasztani.

Miután apjuk halála után I. Mengli Giráj lett a kán, fivérét Hajdert Soldaia (ma Szudak) genovai fennhatóság alatt levő erődjében őrizték. Amikor 1475-ben az Oszmán Birodalom elfoglalta Genova krími birtokait, Hajder kiszabadult és rövid időre sikerült magához ragadnia a káni címet, de a fivére Núr-Devlet elűzte és kénytelen volt Kijevbe menekülni, amely akkor a Litván Nagyfejedelemséghez tartozott. 1479 körül III. Iván moszkvai nagyfejedelem hívta meg az udvarába. Néhány év múlva azonban ismeretlen okból kiesett a kegyeiből és Beloozeroba száműzte. 

Hajder Beloozeroban halt meg 1487-ben.

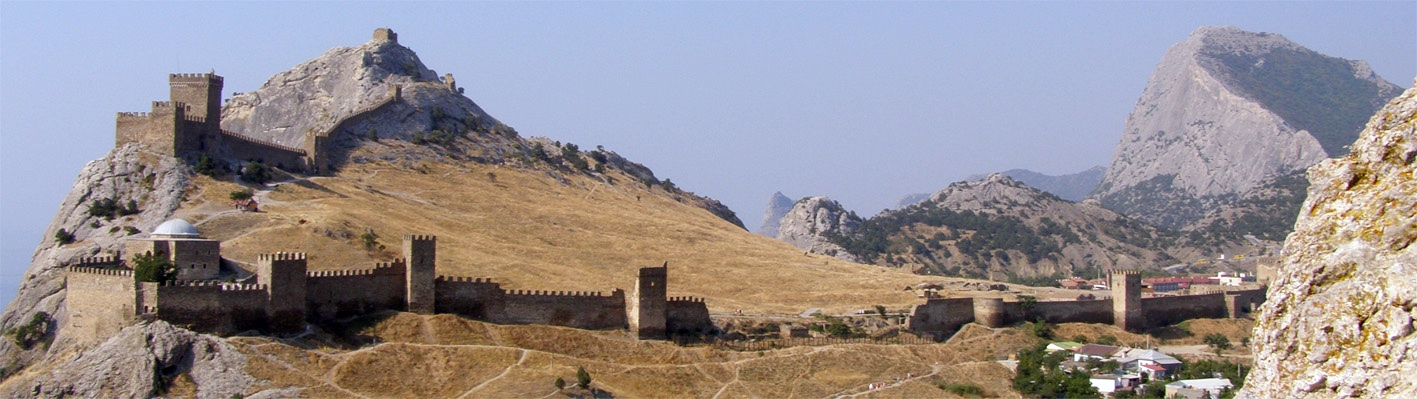
A genovai erőd Szudakban, ahol Hajder raboskodott

## Fordítás
- Ez a szócikk részben vagy egészben  a(z)   Айдер (хан) című orosz Wikipédia-szócikk ezen változatának fordításán alapul.  Az eredeti cikk szerkesztőit annak laptörténete sorolja fel. Ez a jelzés csupán a megfogalmazás eredetét és a szerzői jogokat jelzi, nem szolgál a cikkben szereplő információk forrásmegjelöléseként.